# 面子協商理論
面子協商理論（Face negotiation theory）是人類學家愛德華·T·霍爾提出可以有效解決跨文化傳播衝突的模式，這是一種尊重與維護雙方面子的模式，這樣的模式能夠讓彼此達成雙贏。